# Der Androjäger
Der Androjäger ist eine deutsche Fernsehserie, die von den Bavaria Filmstudios in Zusammenarbeit mit dem Norddeutschen Rundfunk 1981 bis 1983 produziert wurde. Die Regie führten Wolfgang Glück und Marcus Scholz. Die Idee zur Serie lieferte Kurt-Uwe Nastvogel.

## Inhalt
Irgendwo in Deutschland in irgendeiner Großstadt strandet, von der Bevölkerung unbemerkt, ein Expeditionsraumschiff des Planeten Drava. An Bord befinden sich unzählige sogenannte Androiden, menschenähnliche Wesen, die in Wirklichkeit Roboter sind. Es gelingt diesen Androiden, den Absturz ihres Raumschiffes unbeschadet zu überstehen und sich unerkannt in die menschliche Gesellschaft zu integrieren. Von seiner Zentrale und seinem weiblichen Führungsoffizier erhält Chefagent Dandore den Auftrag, die Androiden wieder einzusammeln und nach Drava zurückzubefördern.
Zu diesem Zweck nimmt Dandore seinerseits menschliche Gestalt an, fliegt zur Erde und mietet eine Wohnung. Zur Ausstattung dieser Wohnung zählt immer ein Transmitter (vergleichbar dem „Transporter“ aus Raumschiff Enterprise), der, getarnt als Sonnenbank, dazu dient, die Roboter unbemerkt nach Drava zurückzubringen. Ständiger Begleiter Dandores ist die sprechende Blume IZ, die als Aufpasserin fungiert und Majer („mit J in der Mitte!“) alias Dandore durch kluge, gut gemeinte Ratschläge zur Seite steht.
Um nicht aufzufallen und um seinen Auftrag leichter erfüllen zu können, bewirbt sich Dandore bei der örtlichen Polizei und wird so zum Wachtmeister Hans Majer. Nach und nach gelingt es ihm, die Androiden, die über außergewöhnliche Fähigkeiten verfügen, zu enttarnen und mit Hilfe des Transmitters zurückzuschicken. Dies führt zu einem Running Gag, da am Ende fast jeder Episode durch eine durch den Transmitter verursachte Überspannung das Fernsehgerät von Majers Hausmeister Nägelein implodiert. Ein weiterer Running Gag ist die regelmäßige Wiederholung der Namensschreibweise „Majer – mit J in der Mitte!“. In der 14. Folge bringt Nägelein, der zufällig auch in dem Haus, in dem Majer schließlich seine neue Wohnung findet, Hausmeister ist, nichtsahnend ein Türschild mit der Aufschrift „Meier“ an. Er ist dementsprechend erstaunt, als sich Majer als Mieter herausstellt.

## Personen der Handlung
Die Handlung spielt in den meisten Folgen (Ausnahmen z. B. Ein Auftrag nimmt seinen Lauf oder Der Mann ohne Farbe) in der Großstadt, in der Majer als Polizist arbeitet. Diese Stadt, bei der es sich ausweislich der Kennzeichen der gezeigten Kraftfahrzeuge um München handelt, wird „Metropole“ genannt. Die Begeisterung, die Majers Polizeikollegen angesichts eines Fußballspiels, in dem Bayern München gegen Inter Mailand antritt, für „die Roten“ zeigen, deutet ebenfalls auf München hin.

### Wachtmeister Majer/Chefagent Dandore
Wachtmeister Majer ist die Geheimidentität des Androjägers Chefagent Dandore (auch CNX 28 47 1 genannt) auf der Erde, die aus dravanischer Perspektive ein „rückständiger Planet der Klasse C“ ist. Er bringt sich oftmals selbst in Schwierigkeiten und stolpert ein wenig tollpatschig durch den menschlichen Alltag. Oft hilft ihm nur seine Fähigkeit zur Teleportation, das sogenannte „Ploppen“, aus großen Schwierigkeiten heraus. Hierfür braucht er lediglich mit der linken Hand am rechten Ohrläppchen zu zupfen, um zu verschwinden und an einem gewünschten Ort wieder aufzutauchen. Allerdings benötigt Majer eine ausreichende Menge an Energie, sonst kann es zu Reiseunfällen kommen. Dem weiblichen Geschlecht gegenüber ist er nicht abgeneigt. Dabei muss er sich vor Lippenstift in Acht nehmen, da dieser für ihn giftig ist, gleiches gilt für Kaffee. Gegenmittel in beiden Fällen ist Senf, den er – ein weiterer Running Gag – esslöffelweise verspeist.

### IZ
Der winzige Hochleistungscomputer, den Majer als Blume am Revers trägt, ist eine wertvolle Assistenz bei seinen diversen dravanischen und irdischen Aufgaben. IZ ist gut über die Sitten und Gebräuche der Irdischen informiert und hat, im Gegensatz zu Majer, der seine Unterlagen bei Einsatzbeginn verbummelt hat, Informationen über die vermissten Androiden.

### Hausmeister Nägelein
Nägelein ist ein alleinstehender, um die 60 Jahre alter Mann, der in beiden Häusern, die Majer im Laufe der Serie bewohnt, Hausmeister ist. Wenn Majer am Ende einer Folge einen Androiden zur Mondbasis transferiert, explodiert Nägeleins Fernseher, und die Eingangstür fällt aus dem Rahmen. Daher endet jede Folge mit einem verrußten Nägelein, der irritiert aus seiner qualmenden Wohnung taumelt oder resigniert in seinem Fernsehsessel sitzt.

### Oberrat Schmidt
Majers irdischer Vorgesetzter hat eine entspannte Dienstauffassung, die er nachdrücklich an seine Untergebenen weitergibt. Er ermahnt Majer wiederholt, nicht zu viel und nicht zu eifrig zu arbeiten, und lobt ihn häufig für Belanglosigkeiten und sogar für offensichtliche Fehlleistungen. Der Oberrat hat eine große Anzahl an Gesellschaftsspielen in seinem Büro, zu denen er Majer oft herausfordert, z. B. Schach. Manchmal spielt der Oberrat aber auch einfach für sich allein, z. B. Senso oder mit einer Modelleisenbahn. Sein gemütliches Dienstzimmer enthält zudem eine Sammlung historischer Handfeuerwaffen und eine kleine Bar mit einem Tresen, an dem er Majer, aber auch anderen Besuchern und sogar Verdächtigen, hin und wieder Drinks ausschenkt.

### Wachtmeister Heinmann
Wenn der Oberrat Majer zu besonders komplexen Aufträgen sendet, stellt er ihm oft den Kollegen Heinmann an die Seite. Da sich die Dienstauffassung der beiden entspricht, bilden sie ein harmonisches, wenn auch nicht sehr effizientes Team.

## Episodenliste

### Staffel 1
| Nr. (ges.) | Nr. (St.) | Originaltitel                     | Zusammenfassung | Erstausstrahlung D | Regie          | Drehbuch                             | Gaststars                                                                                        |
| ---------- | --------- | --------------------------------- | --- | ------------------ | -------------- | ------------------------------------ | ------------------------------------------------------------------------------------------------ |
| 1          | 1         | Wie geschaffen zur Karriere       | Ein irritierter Mann erscheint in der Polizeiwache und behauptet, einen Mord begangen zu haben. Als Majer den Tatort untersucht, fehlt die Leiche. So kommt er einem Androiden auf die Spur, dessen Spezialisierung auf unablässiges Kalauern diesem eine Karriere beim Fernsehen eröffnet. | 9. Aug. 1982       | Marcus Scholz  | Kurt-Uwe Nastvogel                   | Edwin Marian (Androide)                                                                          |
| 2          | 2         | Das große X-mal-Eins              | Das Gewinnspiel eines Reisebüros läuft völlig aus dem Ruder, als das Geschäft plötzlich von einer großen Menge von Gewinnern gestürmt wird. Alle verfügen über Hundertmarkscheine mit identischer Nummer. Majer, der unter den vermeintlichen Gewinnern ist, vermutet einen Androiden, der auf die Verdoppelung von Gegenständen spezialisiert ist. | 16. Aug. 1982      | Marcus Scholz  | Kurt-Uwe Nastvogel                   | –                                                                                                |
| 3          | 3         | Das Mädchen mit dem Schocko-Blick | Majer ermittelt in einem Park der Metropole, in dem es verstärkt zu kriminellen Handlungen gekommen sein soll, aber er entdeckt nichts Verdächtiges. Verärgert stoppt er einen zufälligen Passanten zur willkürlichen Taschenkontrolle. In einer der vielen Damenhandtaschen des Kontrollierten findet Majer außerirdische Artefakte mit dravanischen Schriftzeichen. So kommt Majer einem weiblichen Androiden auf die Spur. Die Gesuchte arbeitet als Werbegesicht für eine Schokoladenfirma. Mit ihrem Blick kann die Androidin Schocks verteilen, daher das „ck“ im Titel. | 23. Aug. 1982      | Marcus Scholz  | Peter Ertel                          | Manfred Lichtenfeld (Fabrikant)                                                                  |
| 4          | 4         | Der Mann ohne Farbe               | Der Oberrat bittet Majer, einen Parteifreund, der Bürgermeister einer kleinen Gemeinde in der bayrischen Provinz ist, bei der Kommunalwahl zu unterstützen. Dessen vielversprechender Herausforderer wirkt zwar etwas blass, hat aber große Pläne für das kleine Dorf. Majer vermutet einen Androiden und gewinnt das Vertrauen der Ehefrau des Herausforderers und ihres Vaters. Gemeinsam planen sie ein nächtliches Dynamitfischen im nahegelegenen See – doch der Plan scheitert. Erst nachdem Majer seinen Transmitter aus der Metropole geholt und dem blassen Mann unter Assistenz von dessen Ehefrau eingeredet hat, dass etwas Bräune seinem Wahlkampf zuträglich wäre, gelingt es ihm, den Androiden unschädlich zu machen. | 30. Aug. 1982      | Marcus Scholz  | Egbert Moeller, Günther Schatzdörfer | Lisa Fitz (Politikergattin) Karl-Heinz von Hassel (ihr Mann, Androide) Peter Steiner (ihr Vater) |
| 5          | 5         | Lieber Jod als tot                | Ein Notfallsanitäter mit eigenem Ambulanzwagen fällt Majer auf, weil einige der von ihm behandelten Patienten verschwinden. Es handelt sich um einen Androiden, der ein eigenes Hospital in einer verlassenen Lagerhalle betreibt. | 6. Sep. 1982       | Marcus Scholz  | Wilfried Schröder                    | Wolfgang Völz (Androide)                                                                         |
| 6          | 6         | Was Oma in die Finger kriegt ...  | Ein neuer Reparaturservice namens Omas Workshop vollbringt erstaunliche Verbesserungen an elektronischen Geräten und anderen Gebrauchsgegenständen. Majer vermutet einen Androiden unter den Besitzern der Werkstatt und schleust sich selbst als Mitarbeiter ein. | 13. Sep. 1982      | Marcus Scholz  | Peter Ertel                          | –                                                                                                |
| 7          | 7         | Die Fee mit dem zweiten Gesicht   | Majer fallen vermehrt Menschen auf, die weite pinke Kleidung tragen, mit Jo-Jos spielen und uneigennützige Taten begehen. An der Teilnahme am normalen Leben sind sie jedoch uninteressiert. Er findet heraus, dass es sich bei der Anführerin dieser neuen Sekte um einen Androiden handelt. Als Majer diese zur Rede stellt, verändert sich ihr Verhalten drastisch. Statt für Harmonie und Ruhe interessiert sie sich auf einmal für Mode und Action und fährt mit einem Motorradfahrer davon. | 27. Sep. 1982      | Wolfgang Glück | Benno Neuhaus                        | Hannelore Elsner (Androidin)                                                                     |
| 8          | 8         | Baue nie ein Tier zum Scherz!     | Zur Unterstützung erhält Majer von der Mondbasis einen Assistenten, der aussieht wie ein Dackel und Androiden aufspüren soll. Doch das Tier funktioniert nicht richtig. Zunächst flüchtet es in die Wohnung einer Putzfrau, die mit Nägelein verlobt ist, dann fällt es einen Postboten an. Auf der Versammlung der Postbotengewerkschaft gelingt es Majer des Hundes und Nägeleins Verlobter habhaft zu werden. Da er die Putzfrau für einen Andro hält, transmittiert Majer sie zur Mondbasis, wobei der Hund auf den Transmitter springt und mitbefördert wird. Doch Majer hat sich geirrt: Nägeleins Verlobte ist ein Mensch und wird zur Erde zurückgeschickt.                                                                   | 4. Okt. 1982       | Wolfgang Glück | Peter Ertel                          | Nate Seids (Putzfrau) Kurt Zips (Drava-Ingenieur) Karl Renar (Postbote)                          |
| 9          | 9         | Ein Auftrag nimmt seinen Lauf     | Majer vermutet, dass es sich bei einer prominenten Sportlerin um einen Androiden handelt. Zur Überprüfung fordert er diese zu einem Wettlauf heraus. | 11. Okt. 1982      | Wolfgang Glück | Walter Kempley                       | Verena Rudolph (Androidin)                                                                       |
| 10         | 10        | Ein toller Riecher                | Majer vermutet, dass ein Androide hinter einer Serie von Banküberfällen steckt. Der Oberrat stellt ihm eine Kommissarin an die Seite, die ein erstaunliches Talent hat. Sie kann Verbrechen riechen. | 20. Sep. 1982      | Wolfgang Glück | Benno Neuhaus                        | Peter Bongartz (Bankräuber)                                                                      |
| 11         | 11        | Ein Superzwerg für alle Fälle     | Beim öffentlichen Test eines neuartigen japanischen Automobils entdeckt Majer einen kleinen Mann, der sich in der Kühlkammer des Testgeländes versteckt. Während Majer sich eine Erkältung zuzieht, folgert IZ aus dem Verhalten des kleinen Mannes, dass es sich um einen unzerstörbaren Androiden handelt, der sich in der Testphase befindet und darum Herausforderungen sucht. Beim Versuch, den mutmaßlichen Andro zum Transmittieren in seine Wohnung zu locken, lernt Majer eine Reisehostess kennen, die sich um den kleinen Mann, den sie Klinke nennt, kümmert. Dieser kann währenddessen entkommen, wird aber von Majer in der Stuntman-Schule von Jack Anderson wiederaufgespürt.                                         | 18. Okt. 1982      | Wolfgang Glück | Peter Ertel                          | Erich Kleiber (Klinke, Androide) Elma Karlowa (Reisehostess) Eric P. Caspar (Jack Anderson)      |
| 12         | 12        | Ein Oberrat weiß keinen Rat       | Die Beraterfirma von Herrn Doppelzucker ist darauf spezialisiert, Arbeitsabläufe zu rationalisieren und die Effizienz von Unternehmen zu steigern. Auch die Polizei soll dahingehend unter die Lupe genommen werden, was den Oberrat sehr beunruhigt. Er beauftragt Majer, sich bei Doppelzuckers Firma einzuschleusen. Dieser hegt seinerseits bald den Verdacht, dass sich hinter deren Erfolgsgeschichte ein Androide verbergen könnte. | 25. Okt. 1982      | Wolfgang Glück | Wilfried Schröder                    | –                                                                                                |
| 13         | 13        | Das doppelte Jottchen             | Als ein gestaltwandelnder Androide in Gestalt des aktuellen Finanzministers im Fernsehen verkündet, dass die Währung ab sofort ungültig ist, entsteht am örtlichen Flughafen ein Menschenauflauf, als Reisende versuchen, Flugtickets mit Wertgegenständen einzutauschen, um das Land zu verlassen. Inmitten des Tumults stellt Majer den Androiden, plötzlich gibt es einen zweiten Majer. | 1. Nov. 1982       | Wolfgang Glück | Benno Neuhaus                        | Mary Roos (Sängerin)                                                                             |

### Staffel 2
| Nr. (ges.) | Nr. (St.) | Originaltitel                    | Zusammenfassung | Erstausstrahlung D | Regie          | Drehbuch                           | Gaststars |
| ---------- | --------- | -------------------------------- | --- | ------------------ | -------------- | ---------------------------------- | --- |
| 14         | 1         | Wenn Majer eine Wohnung sucht    | Ein seltsamer Handwerker sägt ein Treppengeländer mit der Hand durch und macht einen Knoten in ein Kanonenrohr. Es handelt sich offenbar um einen Androiden. Aber Majer findet diesmal kaum Gelegenheit, sich um die Verfolgung zu kümmern, denn das Haus, in dem Nägelein und er leben, soll abgerissen werden und beiden droht die Obdachlosigkeit. | 7. Dez. 1983       | Wolfgang Glück | Wolfgang Büld                      | – |
| 15         | 2         | Klein bleibt klein               | Der Spielwarenhändler Klein wird vermisst, doch der Herr Groß, der nun in dem traditionsreichen Geschäft hinter der Theke steht, behauptet, den Laden ganz legal erworben zu haben. Majer jagt inzwischen zwei seltsame Männer, die Jungskleidung und Schulranzen tragen und mit Kinderstimmen sprechen. Deren Verbrechensserie hat ihren Ausgangspunkt ebenfalls bei Kleins Spielwarenladen, in dessen Schaufenster eine Modelleisenbahn fährt, von deren Häuschen eines einen winzigen Bewohner hat. | 14. Dez. 1983      | Wolfgang Glück | Benno Neuhaus                      | – |
| 16         | 3         | Eins zu Null für Nägelein        | Ein unerwarteter Energieschub hilft Nägelein, sich ein Herz zu fassen und eine von ihm angebetete Wetteransagerin anzusprechen. Bald sitzt diese ganz hingerissen auf dem Schoß des plötzlich charmanten und untypisch schick angezogenen Hausmeisters. Majer argwöhnt, dass hinter Nägeleins Verwandlung ein Androide steckt. | 21. Dez. 1983      | Wolfgang Glück | Rochus Hahn, Benno Neuhaus         | – |
| 17         | 4         | Lieber schön als reich           | Die Mondbasis sendet Majer die Auszubildende Fua, die sich zunächst nur zögerlich auf der Erde zurechtfindet. Auch ihr Selbstbewusstsein ist nicht ausgeprägt, da sie zwar nach irdischen Maßstäben attraktiv ist, aber auf Drava als hässlich gilt. Als Fua einen charmanten Verehrer findet, der nicht mehr von ihr ablässt und zudem in der Lage ist, das gesamte Polizeirevier im Alleingang zu verprügeln, ahnt Majer, dass er es mit einem Androiden zu tun hat. | 28. Dez. 1983      | Wolfgang Glück | Peter Ertel                        | Bob Lockwood (Travestiekünstler) |
| 18         | 5         | Kein Spion für Lady Bi           | Die Truppe des Oberrats erhält eine diplomatisch heikle Aufgabe. Ihr obliegt der Schutz von Lady Bi, der Königin eines kleinen Inselstaats, die in der Stadt ist, um Wirtschaftsaufträge zu besprechen. Und das ausgerechnet während eines wichtigen Fußballspiels! Aber der Oberrat hat an alles gedacht und einen Fernseher sowie ausreichend Erdbeersekt mit dabei. Währenddessen spioniert ein seltsamer Mann die Gespräche zwischen den städtischen Wirtschaftsführern und der Königin aus. | 4. Jan. 1984       | Wolfgang Glück | Markus Ulrich                      | Susanne Beck (Lady Bi) |
| 19         | 6         | Wenn alle Babys rufen            | Immer mehr ungenutzte Kinderwagen stehen in der Metropole herum und gefährden die Verkehrssicherheit. Sogar der Oberrat hat sich schon verletzt, wodurch die gesamte Polizeiarbeit zum Stillstand kommt, da das Betreten der Dienststelle ohne Vorgesetzten nicht erlaubt ist. Während also die Putzfrau die Beschwerden erboster Mütter zu Protokoll nimmt, deren Babys entführt wurden, nimmt Majer die Spur einer Androidin auf, die auf die Versorgung von Kleinkindern spezialisiert ist. | 11. Jan. 1984      | Wolfgang Glück | Wolfgang Büld                      | Renate Muhri (Androidin) Christine Neubauer (Mutter) |
| 20         | 7         | Auch die Zukunft wird überlistet | Auf der Polizeistation lesen Majer und Heinmann über einen Mann, der die örtliche Spielbank beim Roulettspiel gesprengt hat. Der Oberrat beauftragt die beiden Polizisten, den Mann zu finden, da er sich von diesem Tipps für's Glücksspiel geben lassen will. Bald stellt es sich heraus, dass es sich bei dem Spieler um einen Horoskop-Androiden handelt, der einen kurzen Zeitraum in die Zukunft sehen kann. Das macht es für Majer nicht gerade leichter, ihn zu transmittieren, da der Androide auch dies voraussieht. | 18. Jan. 1984      | Wolfgang Glück | Michael Fackelmann                 | – |
| 21         | 8         | Eine Perle von einem Boten       | Mit seiner seltsamen Art der Auftragserledigung sorgt ein Kurier in der Stadt für große Aufregung. Zunächst entwendet er Nägelein ein Einschreiben, das eigentlich für Majer gedacht war – und dann entführt er die Straßenbahn nach Portach. Der Oberrat ist währenddessen aufgrund von Träumen in Liebe zu einer schönen Unbekannten entbrannt und nutzt ebenfalls das Talent des Boten, um seinem Schwarm Rosen zukommen zu lassen. Majer erkennt inzwischen, dass er es mit einem Androiden zu tun hat, und teleportiert sich nach Portach. Dort trifft er auf einen Landpolizisten, der an der örtlichen Straßenbahnhaltestelle den Androiden gestellt und wegen Straßenbahnentführung festgenommen hat. Majer übernimmt den Gefangenen und hält einen Transportwagen an, mit dem beide zurück in die Metropole fahren. Auf der Fahrt erkennt der Androide seinerseits Majer als den Androjäger aus der gleichnamigen Fernsehserie und willigt ein, sich transferieren zu lassen. | 25. Jan. 1984      | Wolfgang Glück | Wilfried Schröder                  | Klaus Münster (Bote, Androide) Rolf Schimpf (Landpolizist Niedermajer) Ilse Zielstorff (Frau Oberrat) Imo Heite (Transportfahrer, Androide)                       |
| 22         | 9         | Willy Werfel wütet weiter        | Während einer Partie Schiffeversenken in Majers Wohnung berichtet der Oberrat bewundernd von einem mysteriösen Meisterspieler, der nach seinem letzten spektakulären Sieg untergetaucht ist. Durch dessen in der Zeitung veröffentlichtes Vorhaben, in jedem Spiel einmal gewinnen zu wollen, fühlt sich der Oberrat herausgefordert und beauftragt Majer, diesen Mann, Willy Werfel, zu stellen. Während IZ hinter diesem Namen einen Spielandroiden vermutet, stolpert Werfel Majer vor einer Kneipe buchstäblich vor die Füße. Bei einem großangelegten Schiffeversenken im örtlichen Schwimmbad soll nun ermittelt werden, wer der größere Spieler ist, Oberrat oder Werfel. Hier sorgt IZ dafür, dass Werfel durch einen Schluckauf außer Gefecht gesetzt wird, was Majer dazu nutzt, diesen in seine Wohnung zu lotsen und zu transmittieren. | 1. Feb. 1984       | Wolfgang Glück | Constantin Kilian, Peter Wiesmeier | Franz Muxeneder (Willy Werfel, Androide) Jochen Busse (Ansager)                                                                                                   |
| 23         | 10        | Zeitsalat mit Zutaten            | Majer wird vor einem Wettbüro von einem Autofahrer angegangen, der sich über einen Strafzettel aufregt. Als eine Passantin einige Bewegungen vor dem Gesicht des Wütenden vollführt, verlangsamen sich dessen Bewegungen. Während Majer noch über die Zusammenhänge rätselt, überfällt die Frau das Wettbüro. Majer verfolgt ihre Spur bis zur Rück and Roll-Rennarena, wo überraschend ein krasser Außenseiter gewinnt. Majer lauert der Frau, bei der es sich um eine Zeitvertreibungsandroidin handelt, am Wettschalter auf und bringt sie zum Revier, denn der Oberrat hat Bombenalarm ausgelöst. Vor dem Revier trifft Majer erneut auf den wütenden Autofahrer, der sich inzwischen zum Bombenleger radikalisiert hat, und nimmt ihn wegen beabsichtigter Beamtenbeleidigung ebenfalls in Gewahrsam. Unter Zuhilfenahme der Talente der Androidin kann Majer die Bombe, die sich im Bier-Automaten des Polizeireviers befindet, entschärfen und schließlich auch seinen dravanischen Auftrag erfüllen: er transmittiert die Frau und kurz darauf taumelt Nägelein sehr verlangsamt aus seiner verrußten Wohnung. | 8. Feb. 1984       | Wolfgang Glück | Peter Ertel                        | Nora von Collande (Androidin) Herb Andress (Bombenleger) Eduard Linkers (Buchmacher) Jochen Busse (Sportreporter)                                                 |
| 24         | 11        | Ganz einfach, wenn man's kann    | Der Oberrat plant eine Feier anlässlich seiner 13. Verhaftung in 20 Dienstjahren. Doch er bekommt seine neue Rühr-Knet-Maschine nicht in Gang und der Kuchen ist in Gefahr. Als er auf einen Mann aufmerksam wird, der Leuten ungefragt komplexe Geräte, Situationen und Vorgänge verständlich erklärt, weist der Oberrat Majer und Heinmann an, diesen zu verhaften. Es gelingt zwar, den Erklärenden in einer Kneipe in die Enge zu treiben, aber der Gesuchte macht überraschende Kampfsportbewegungen, erklärt sich selbst die Handhabung einer Polizeiwaffe und kann entkommen. Als er jedoch den Teilnehmern des Treffens des Modelleisenbahnervereins von 1888 die Funktion einer Spielzeuglok erläutern will und stattdessen das Fahrwerk isst, schlägt der Oberrat zu und nimmt seine 14. Verhaftung vor. Majer argwöhnt inzwischen, dass es sich um einen Bedienungsandroiden handelt, der zudem eine Fehlfunktion aufweist, die darauf zurückzuführen ist, dass diese Modelle in das Chassis von gefährlichen Kampfdroiden eingebaut sind. Dennoch gelingt es ihm, den Bedienungsandroiden in seine Wohnung zu locken, wo dieser sich erklärend selbst transmittiert. | 15. Feb. 1984      | Wolfgang Glück | Wolfgang Büld, Georg Feil          | Charles Brauer (Androide) Ottfried Fischer (Wirt Eugen) Erhard Hartmann (Gast) Ludwig Wühr (Eisenbahner von 1888)                                                 |
| 25         | 12        | Die Brille im Nacken             | Ausgerechnet nachdem Airavab Reileta ihn wegen seiner nachlässigen Dienstauffassung schwer gerügt hat, fällt Majer auf, dass IZ unter einer seltsamen Erkrankung leidet, die auf Sonnenflecken zurückzuführen ist, und ihre Fähigkeiten einschränkt. Nägelein, der dieses Gespräch belauscht hat, spricht kurz darauf beim Oberrat vor und berichtet seine über zwei Jahre gesammelten Eindrücke von Majer, was den Oberrat argwöhnen lässt, ob sein bester Beamter nicht etwas verbirgt. Er nimmt Kontakt zu der Brille auf, einem legendären Ermittler, der sich in vielerlei Verkleidung an Majers Spur heftet. Währenddessen macht sich Majer ohne IZ' wertvolle Hinweise auf eigene Faust auf die Suche nach dem nächsten zu transmittierenden Androiden, wozu ihm, laut Ultimatum seiner Vorgesetzten, 30 Zeiteinheiten Zeit bleiben. Schnell fasst er eine im Zuge einer Schleierfahndung, zu der er seinen Kollegen Bracke überredet, ins Netz geratene Reisekauffrau ins Auge. Während Majer IZ über eine Geheimleitung kurz zur Untersuchung zu einem dravanischen Ingenieur transmittiert, wird er von der Brille beobachtet. Währenddessen schiebt Nägelein Majers Transmitter, den er in der Wohnung des Ahnungslosen sichergestellt hat, ins Polizeirevier. Während der Hausmeister an den Knöpfen des Transmitters herumspielt, transmittiert er zufällig die Brille, was, da es sich bei der Brille tatsächlich um einen Androiden handelt, eine Energieentladung zur Folge hat, die nicht nur das Polizeirevier, sondern auch Nägeleins Fernseher in Mitleidenschaft zieht. | 22. Feb. 1984      | Wolfgang Glück | Wilfried Schröder                  | Kurt Beck (geheimer Ermittler, genannt Die Brille, Androide) Olivia Pascal (Reisekauffrau) Kurt Zips (Drava-Ingenieur)                                            |
| 26         | 13        | Knattersmann oder Ripp           | Majer erhält eine größtenteils unverständliche Tonbandnachricht, die ihm offenbart, dass er zum Geheimdienst gehöre und sich mit einer Variante der ersten Zeile von Friedrich Schillers Ballade Der Taucher bei einem Codeknacker melden solle, wenn ihm der Sinn der geheimen Nachricht unklar wäre. Am Wohnort des Codeknackers klingelt Majer zunächst an der falschen Tür, aber die dort wohnende Frau schlägt ihm jene vor der Nase zu. Schließlich findet er den Codeknacker und erfährt, dass ihm eine Entführung bevorsteht. Das Hauptquartier des Geheimdiensts stellt sich schließlich als das Polizeirevier heraus und der Oberrat, der gleichzeitig als Geheimrat fungiert, beauftragt Majer, die gegnerische Agentin Tamara Zeteskaja, alias Agentin 0481, zum Überlaufen zu bewegen. Inzwischen hat Majer – inspiriert durch einige spitze Bemerkungen von IZ – herausgefunden, dass hinter dem Codeknacker, der dem Geheimdienst als Agent Jedermann dient, ein Dechiffrierdroide steckt. Nachdem er sich erfolgreich gegen einen erneuten Entführungsversuch durch Mitarbeiter von Tamara Zeteskaja, die sich als Streichquartett tarnen, verteidigen konnte, bringt Majer die gegnerische Agentin und den Codeknacker in seine Wohnung. Während er Tamara mithilfe von Lippenstift und Haarfestiger umdreht, transferiert Majer den Androiden zurück zur Mondbasis. | 29. Feb. 1984      | Wolfgang Glück | Peter Ertel                        | Paul Albert Krumm (Agent Jedermann, Androide) Christine Buchegger (Agentin 0481, Tamara Zeteskaja) Karl Lieffen (Dirigent, gegnerischer Agent) Pit Krüger (Agent) |

## Sonstiges
- Der Androjäger gehört zu einer Reihe von Science-Fiction-Produktionen der 1980er Jahre, wie z. B. Sternensommer, Mission Terra, Die dreibeinigen Herrscher, hat im Gegensatz zu diesen jedoch eine komödiantische Ausrichtung.